# City of Canterbury (Wielka Brytania)

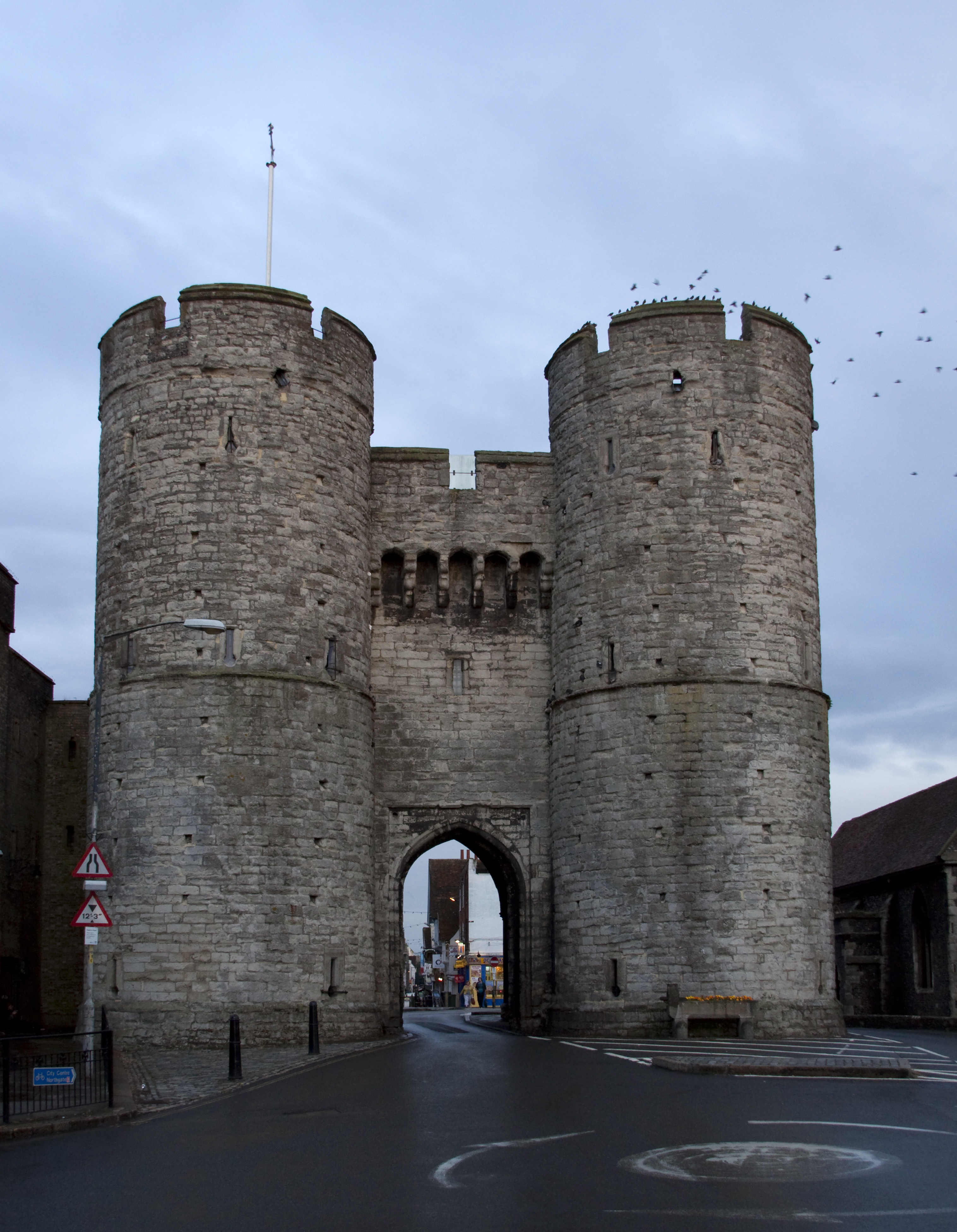
West Gate Canterbury

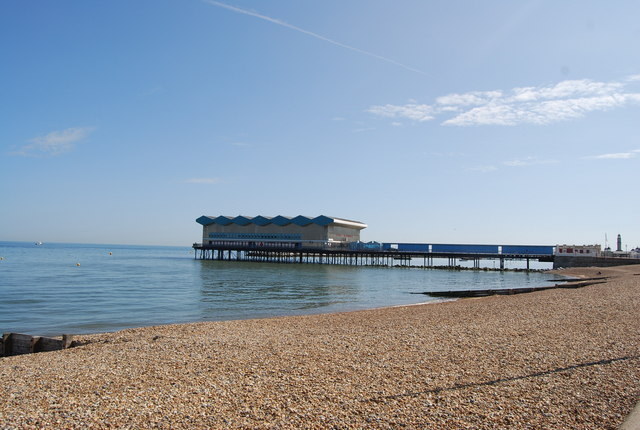
Molo w Herne Bay

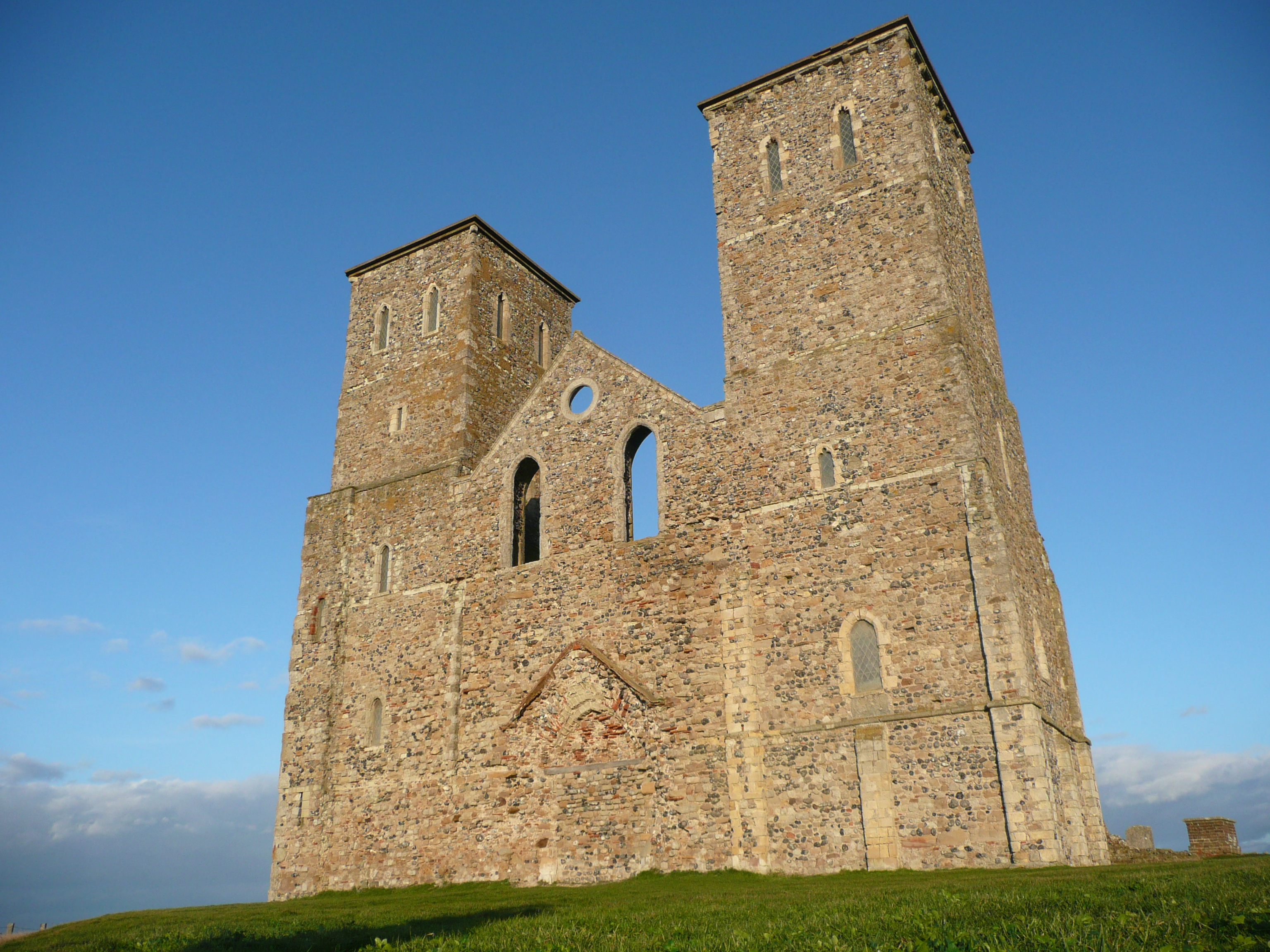
Ruiny kościoła St Mary

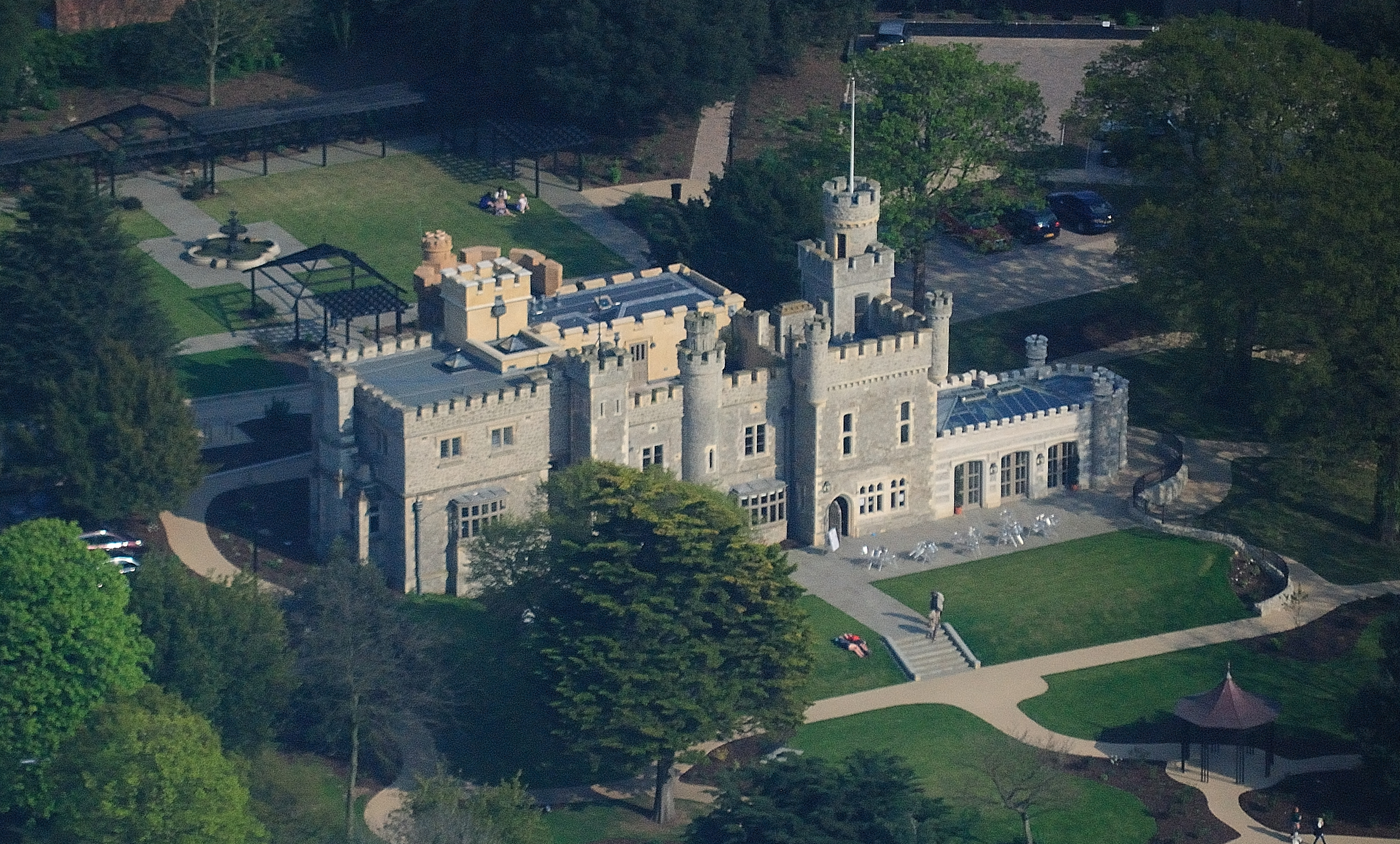
Zamek Whitstable

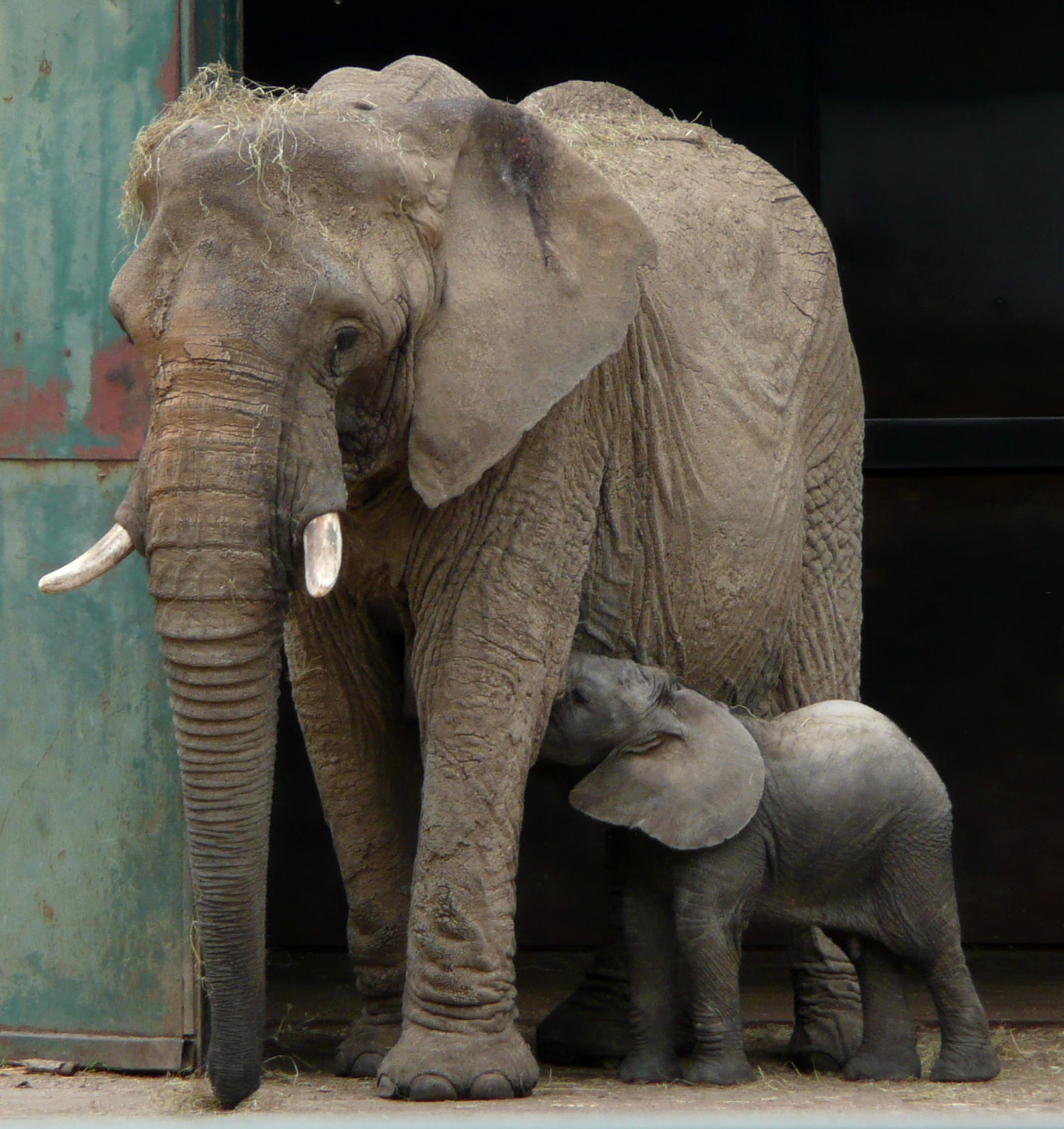
Howletts Wild Animal Park

City of Canterbury – dystrykt w Anglii, w północnej części hrabstwa Kent. Centrum administracyjne dystryktu znajduje się w Canterbury.
Dystrykt ma powierzchnię 308,84 km², od wschodu graniczy z dystryktami Thanet i Dover, od zachodu z dystryktem Swale, zaś od południa z dystryktami Ashford i Folkestone and Hythe w hrabstwie Kent. Zamieszkuje go 151 145 osób.
W stolicy dystryktu – Canterbury będącego siedzibą arcybiskupstwa znajduje się wiele zabytków m.in. Katedra Kanterberyjska, najstarszy zachowany w Anglii kościół parafialny – St. Martin, ruiny opactwa Św. Augustyna oraz Zamku Canterbury i pozostałości murów miejskich wraz z jedyną ocalałą bramą miejską w której znajduje się muzeum – Westgate Towers Museum. W tym samym mieście w 2011 roku oddano do użytku nowy budynek Marlowe Theatre z widownią na 1200 osób.
Na wybrzeżu w Reculver znajdują się ruiny kościoła St Mary który został zbudowany w VII wieku na terenie dawnego fortu rzymskiego i z wykorzystaniem pozostałych po nim materiałów (pozostałe do dziś wieże pochodzą z XII wieku). W Bekesbourne znajduje się Howletts Wild Animal Park, zaś w Whitstable wybudowany w XVIII wieku zamek Whitstable.
W Canterbury swoją siedzibę ma najstarsza szkoła w Wielkiej Brytanii – The King’s School, znajduje się tutaj także kilka wyższych uczelni: Canterbury Christ Church University, University of Kent, University for the Creative Arts i Girne American University.

## Podział administracyjny
Dystrykt obejmuje miasta Canterbury, Fordwich, Herne Bay i Whitstable oraz 25 civil parish:
| - Adisham - Barham - Bekesbourne with Patrixbourne - Bishopsbourne - Blean - Bridge - Chartham - Chestfield - Chislet - Hackington - Harbledown and Rough Common - Herne and Broomfield - Hoath | - Ickham - Kingston - Littlebourne - Lower Hardres - Petham - Sturry - Thanington - Upper Hardres - Waltham - Westbere - Wickhambreaux - Womenswold |

Dystrykt dzieli się na 24 okręgi wyborcze:
| - Seasalter - Harbour - Tankerton - West Bay - Heron - Reculver - Gorrell - Chestfield and Swalecliffe - Greenhill and Eddington - Herne and Broomfield - Marshside - Blean Forest | - Sturry North - Harbledown - St Stephens - Northgate - Sturry South - Little Stour - Westgate - Barton - Wincheap - Chartham and Stone Street - North Nailbourne - Barham Downs |

## Demografia
W 2011 roku dystrykt City of Canterbury  miał 151 145 mieszkańców. Zgodnie ze spisem powszechnym z 2011 roku dystrykt zamieszkiwało 609 osób urodzonych w Polsce.
Podział mieszkańców według grup etnicznych na podstawie spisu powszechnego z 2011 roku:
| - Biali Brytyjczycy: 132 269 (87,5%) - Biali Irlandczycy: 1260 (0,8%) - Irish Travellers: 374 (0,2%) - Pozostali biali: 6717 (4,4%) - Mieszani Karaibowie: 680 (0,4%) - Mieszani Afrykanie: 305 (0,2%) - Mieszani Azjaci: 897 (0,6%) - Pozostali mieszani: 669 (0,4%) - Hindusi: 1448 (1,0%) | - Pakistańczycy: 306 (0,2%) - Banglijczycy: 251 (0,2%) - Chińczycy: 1436 (1,0%) - Pozostali Azjaci: 1694 (1,1%) - Czarni Afrykanie: 1338 (0,9%) - Czarni Karaibowie: 437 (0,3%) - Pozostali czarni: 162 (0,1%) - Arabowie: 405 (0,3%) - Pozostałe grupy etniczne: 497 (0,3%) |

Podział mieszkańców według wyznania na podstawie spisu powszechnego z 2011 roku:
- Chrześcijaństwo –  60,3%
- Islam – 1,2%
- Hinduizm – 0,7%
- Judaizm – 0,2%
- Buddyzm – 0,6%
- Sikhizm – 0,2%
- Pozostałe religie – 0,5%
- Bez religii – 28,5%
- Nie podana religia – 7,8%

## Transport i komunikacja
Na terenie dystryktu znajdują się stacje Canterbury West, Herne Bay i Whitstable które obsługują linie kolei dużej prędkości High Speed 1, na której jeżdżą pociągi Southeastern Highspeed, z tą różnicą, że poruszają się tutaj zwykłymi torami i dopiero na stacji Ebbsfleet International w dystrykcie Dartford wjeżdżają na linię High Speed.
Pozostałe stacje kolejowe:
- Adisham
- Canterbury East
- Bekesbourne
- Chartham
- Chestfield & Swalecliffe
- Sturry

Przez dystrykt przechodzi droga A2 która łączy Dover z centrum Londynu, a także droga A28 łącząca Margate z Hastings.

## Inne miejscowości
Adisham, Barham, Bekesbourne, Beltinge, Bishopsbourne, Blean, Bramling, Breach, Bridge, Broad Oak, Chartham, Chestfield, Chislet, Greenhill, Hackington, Hales Place, Harbledown, Hawthorn, Heart’s Delight, Herne and Broomfield, Herne, Hersden, Hillborough, Hoath, Ickham, Kingston, Littlebourne, Lower Hardres, Nackington, Patrixbourne, Petham, Pett Bottom, Reculver, Rough Common, Seasalter, Stodmarsh, Stuppington, Sturry, Swalecliffe, Tankerton, Thanington, Tyler Hill, Upper Harbledown, Upper Hardres, Upstreet, Waltham, Westbere, Wickhambreaux, Womenswold, Woolage Village, Yorkletts.